# 67. sydlige breddekreds
Den 67. sydlige breddekreds (eller 67 grader sydlig bredde) er en breddekreds, der ligger 67 grader syd for ækvator. Den løber gennem Sydlige Ishav og Antarktis.